# Gothawagen T2-62
Der T2-62 (Triebwagen mit 2 Radsätzen - Erstbaujahr 1962) ist ein Straßenbahn-Fahrzeugtyp, den der VEB Waggonbau Gotha ab 1962 für Betriebe in der Deutschen Demokratischen Republik (DDR) und der Sowjetunion baute. Der zugehörige Beiwagentyp heißt B2-62. Fahrzeugen für die Sowjetunion wurden die Buchstaben SU angefügt. Ab 1966 baute ČKD Tatra die Fahrzeuge unter den Bezeichnungen T2D und B2D. Die 1969 gebauten letzten Fahrzeuge dieses Typs sind zugleich die letztgebauten Gothawagen. Bis auf einen Triebwagen handelt es sich um Einrichtungswagen.

## Geschichte und technische Merkmale

### T2-62 und B2-62 bis 1964
Die Zeichnungssätze für die Typen T2-62 und B2-62 stellte der VEB Waggonbau Gotha im Herbst 1961 fertig. Anlass für die Entwicklung des Nachfolgers des T2-61 war die Integration einer neuen Fahrschalterbauart, dem Unterflurfahrschalter StNFB 4 mit 22 Fahr- und 18 Bremsstufen, welche die Staatliche Plankommission im Laufe des Jahres 1961 erlaubte. Zuvor war dieser Fahrschalter nur für den Typ Gothawagen G4-61 vorgesehen. Die ersten, als Prototypen geltenden T2-62 und B2-61 wurden im Sommer 1962 an die Straßenbahn Dresden geliefert. Auf Wunsch des Verkehrsbetriebs erhielten die Triebwagen jedoch noch die alten Fahrschalter. Der letzte dieser Triebwagen erhielt außerdem versuchsweise eine andere Primärfederungs-Bauart (MEGI-Federung). Diese kam jedoch bei keinen weiteren T2-62 zur Anwendung und nach kurzer Zeit wurde der Wagen auf die Standardausführung umgerüstet.
Zudem legte die Staatliche Plankommission fest, dass neben Scheinwerfern und Fahrtrichtungsanzeigern weitere Bauteile des Pkw-Typs Wartburg verwendet werden sollten, um einerseits die Produktion durch Standardisierung weiter zu rationalisieren und andererseits das Aussehen der Fahrzeuge zu modernisieren. Diese weiteren Bauteile waren Brems- und Schlussleuchten sowie das Lenkrad. Letzteres erfüllte bei den Straßenbahnfahrzeugen die Funktion eines Handrades zur Bedienung des Fahrschalters. Zwar wies der Industrieverband Fahrzeugbau darauf hin, dass dadurch die beabsichtigte Erhöhung der Wartburgproduktion dadurch gefährdet wurde, doch priorisierte die Staatliche Plankommission die Straßenbahnfahrzeugfertigung aufgrund der bedeutenden Exporte in die Sowjetunion.
Die Erlaubnis zur Entwicklung und Verwendung neuer Fahrmotoren verweigerte die Staatliche Plankommission jedoch. Es wurde lediglich das Übersetzungsverhältnis des Getriebes von 5,75:1 auf 5,41:1 geändert. Eine weitere Änderung an der elektrischen Ausrüstung betraf die Kleinspannungsanlage. Das Aufladen des Akkumulators dieser erfolgte nun über einen Eingehäuse-Zweianker-Umformer statt eine Lichtmaschine. Im Führerstand wurden einige Armaturen denjenigen des Typs G4-61 angeglichen. Außerdem erfolgte die Betätigung der Magnetschienenbremsen über ein Schütz. In Kombination mit einer neuen Überstromausschalter-Bauform ermöglichte dies die Ausstattung der Fahrzeuge mit einer Notbremse.
In der Ausführung für die DDR konnten Türschließeinrichtung, Außen- und Innenbeleuchtung sowie die Signaleinrichtung des gesamten Zuges vom Führerstand aus bedient werden. Diese Ausführung war für schaffnerlosen Betrieb vorgesehen. Die T2-62SU und B2-62SU hingegen wurden nicht in dieser Art ausgestattet. Im Fahrgastraum kamen verbesserte Heizkörper zum Einbau. Bei früheren Gothawagen-Typen war es möglich, dass eine Unterbrechung des Heizstromkreises zu einer ungewollten Umstellung einer elektrisch angesteuerten Weiche führte. Um dies zu vermeiden, erfolgte beim T2-62 die Betätigung der Heizung über ein Starkstromschütz.
Änderungen gab es auch bei den Bremswiderständen. Diese wurden beim T2-62 nicht mehr symmetrisch angeordnet, sondern in zwei Gruppen vor und nur einer Gruppe hinter dem Stromabnehmer. Die Abdeckhauben aus Stahlblech entfielen, weil diese bei den Typen T57 bis T2-61 Überhitzungen begünstigt hatten und deshalb von manchen Betrieben bereits entfernt worden waren. Zur Fahrgastraumbeleuchtung wurden Glühlampen verwendet, weil die bei den früheren Typen verwendeten Leuchtstoffröhren unzuverlässig waren. Die Piacryl-Abdeckung blieb unverändert.
Eine bedeutende wagenbauliche Änderung setzte der VEB Waggonbau Gotha bei den Beiwagen um. Bei den B57, B59 und B2-61 waren deren Fahrgestelle ohne Sekundärfederung direkt mit den Wagenkästen verbunden. Die Verkehrsbetriebe und auch die Fahrgäste beschwerten sich jedoch zunehmend über die daraus resultierenden schlechten Fahreigenschaften samt hoher Lärmbelastung. Das Fahrgestell des B2-62 wurde deshalb fast genau wie das Triebwagenfahrgestell ausgeführt. Lediglich Komponenten, die nur für die Motorisierung nötig waren, entfielen.
Alle Fahrzeuge der Typenreihe erhielten eine Sitzanordnung mit in Fahrtrichtung ausgerichteten Doppelsitzen auf der rechten und Einzelsitzen auf der linken Seite des Durchgangs. Varianten mit beidseitigen Einzelsitzen, wie sie bei den früheren Typen auf Kundenwunsch gebaut wurden, gab es nicht. Metallene Haltestangen wurden standardmäßig an jeder zweiten Sitzreihe senkrecht angebracht. Die Kunden konnten sich jedoch auch dafür entscheiden, stattdessen auf zwei längs unter der Decke verlaufende hölzerne Haltestangen zurückzugreifen, wie sie beim T57 Standard waren. Alle T2-62 und B2-62 erhielten Scharfenbergkupplungen. Ebenso zum Standard wurde die zuvor nur auf Kundenwunsch eingebaute Abreißbremse. Außerdem erhielten die Triebwagen Fangkörbe und verbesserte Sandstreueinrichtungen. Bei den T2-62SU und B2-62SU wurde gegenüber den früheren Exportfahrzeugen die Bauart der Überstiegssperre geändert. Statt Scherengittern sollten nun rechteckige Bleche das Hindurchgehen zwischen gekuppelten Wagen unterbinden.
Mitte 1963 unterbrach der VEB Waggonbau Gotha die Fertigung von T2-62 und B2-62 für die DDR zeitweise zu Gunsten des Typs G4-61. Aufgrund des großen Auftragsumfangs aus der Sowjetunion mussten die T2-62SU und B2-62SU jedoch auch in diesem Zeitraum unvermindert gefertigt werden. Bei den Typen T57 bis T2-61 hatte das Deutsche Amt für Material- und Warenprüfung die Vergabe eines staatlichen Gütesiegels wegen der veralteten elektrischen Ausrüstung noch verweigert. Den T2-62 hingegen zeichnete es schließlich mit dem Gütezeichen 1 (für gute Qualität) aus.
Ab Herbst 1964 baute der Hersteller eine neue Türbauart in die Wagen ein. Es handelte sich um Pressrahmentüren ohne Innenverkleidung und mit verstärkten Gummiabdichtungen der Fenster. Ebenfalls im Laufe des Jahres 1964 wurde die Ausstattung der Triebwagen mit einem wie beim G4-61/64 ausgeführten Bandtachometer eingeführt. Für weitere Änderungen bei den ab 1965 zu fertigenden Fahrzeugen fertigte das Konstruktionsbüro schließlich Ende 1964 neue Zeichnungssätze an. Die Typenbezeichnungen T2-62 und B2-62 wurden um den Zusatz „Ausführung 1965/66“ ergänzt. Die Kurzschreibweisen lauteten T2-62/65 und B2-62/65.

### T2-62 und B2-62 Ausführung 1965/66
In der DDR-Ausführung war die auffälligste Neuerung der T2-62/65 und B2-62/65 in der Regel der Entfall der Aluminiumzierleisten unter den Fenstern. Gründe dafür waren das Aufkommen mechanischer Waschanlagen, durch die Zierleisten verursachte Korrosionsprobleme, die Ansicht einiger Fachleute, die Zierleisten seien nicht mehr zeitgemäß, sowie die Materialeinsparung. Die rotierenden Bürsten der Waschanlagen konnten die Bereiche um die Zierleisten nicht gründlich genug bestreichen, so dass manuell nachgearbeitet werden musste. Die Korrosionsprobleme ergaben sich durch das Eindringen von Wasser in die Zwischenräume zwischen Karosserieblechen und Zierleisten. Dennoch wurden weiterhin einige Fahrzeuge mit Zierleisten gebaut. Bei den Fahrzeugen für die Sowjetunion wurden die Zierleisten grundsätzlich beibehalten.
Technische Änderungen waren eine Vergrößerung des Raddurchmessers zur längeren Nutzbarkeit der Radreifen, eine verbesserte Beleuchtung der Türräume und Änderungen an der Verkabelung sowie der Positionierung einiger Bauteile der elektrischen Ausrüstung zwecks einfacherer Wartung. Die für die DDR gebauten Fahrzeuge erhielten nun konsequent orangerote Warnleuchten im Türbereich, die für den schaffnerlosen Betrieb benötigt wurden. Auch gab es Änderungen an den Liniennummernanzeigen.
1967 endete die Fertigung von Gothawagen und somit auch von T2-62 und B2-62 beim VEB Waggonbau Gotha, weil die DDR einen 1965 unterzeichneten, vom Rat für gegenseitige Wirtschaftshilfe (RGW) initiierten Spezialisierungsvertrag mit der Tschechoslowakei umsetzte. Dieser sah vor, dass die DDR ihre Straßenbahnfahrzeugfertigung einstellte und Straßenbahnfahrzeuge künftig bei ČKD Tatra beschaffte. Die meisten Straßenbahnbetriebe der DDR konnten jedoch aus Gründen der Stromversorgung, der Gleisgeometrie und der Werkstattausrüstung die Wagen der von diesem Hersteller gebauten T-Reihe nicht einsetzen. Deshalb setzte das Außenhandelsministerium der DDR durch, dass ČKD Tatra zunächst auch T2-62 und B2-62 baute. Der Hersteller bezeichnete diese etwas vereinfacht ausgeführten Fahrzeuge als T2D und B2D, produzierte die Fahrzeuge nur für Meterspur und nicht in ausreichender Anzahl. 1969 fertigte der VEB Waggonbau Gotha deshalb aus noch vorhandenem Material noch einmal 65 Fahrzeuge des Typs B2-62/65, auch für Normalspur und die Breitspur der Straßenbahn Leipzig.

### T2D und B2D

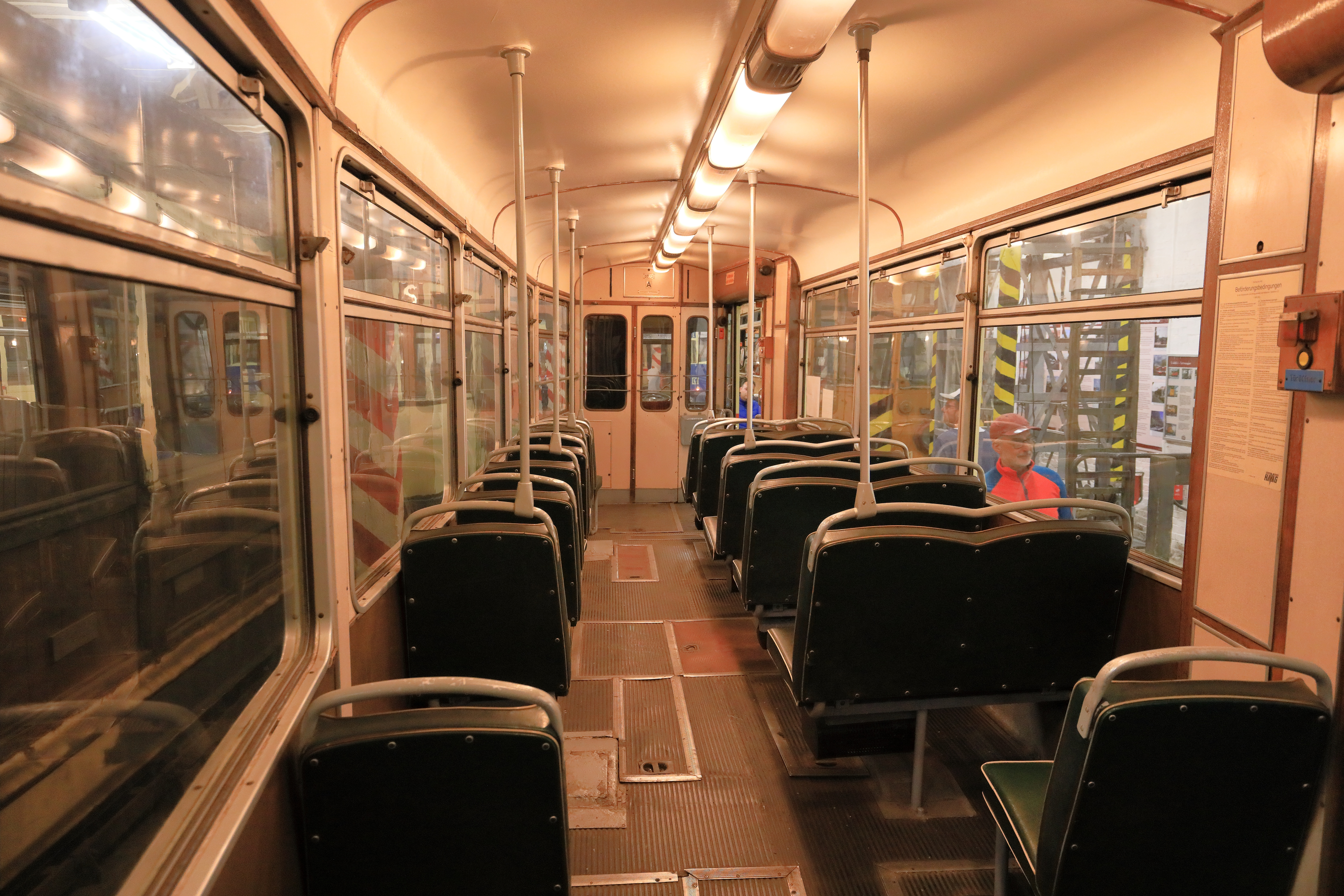
Fahrgastraum eines T2D

Der erste T2D wurde als Fertigungsmuster bereits im Sommer 1966 fertiggestellt, als die Produktion in Gotha noch lief. Äußerliche Änderungen gegenüber dem T2-62/65 gab es lediglich in Form höherer Regenrinnen an der Front sowie eine dunkleren Lackierung. Im Fahrzeuginneren gab es jedoch viele Detailabweichungen, weniger Sitzplätze und eine anders ausgeführte Führerstandsrückwand. Die Änderungen waren im Wesentlichen Vereinfachungen und Anpassungen an tschechoslowakische Normen sowie die dort vorhandenen Materialien und Fertigungstechnologien. Das Zentralorgan der SED, Neues Deutschland, propagierte sie jedoch als Verbesserungen.
Ungefähr ein Jahr nach Fertigstellung des Vorserienwagens nahm ČKD Tatra die Serienfertigung auf. Dabei wurden weitere Vereinfachungen vorgenommen. Insbesondere entfielen die seitlichen Liniennummernanzeigen. Beabsichtigt war der Bau von mindestens 200 T2D und 200 B2D, tatsächlich wurden jedoch nur je 116 Serienwagen gefertigt. Ende September 1968 wurde der Bau eingestellt, offiziell zur Freisetzung von Fertigungskapazitäten für Exportaufträge der T-Reihe.

### Abweichende Einzelfahrzeuge
Ein T2-62 wurde 1963 in einer inoffiziell als Gotha 63 bezeichneten Sonderbauform für die Straßenbahn Gotha gefertigt. Zu dieser Zeit war der Bau von Zweirichtungswagen in der DDR nicht mehr vorgesehen. Nichtsdestotrotz konnte der VEB (K) Thüringerwaldbahn und Straßenbahn Gotha den Bau eines solchen durchsetzen. Das Fahrzeug erhielt die alte, bei den Typen T57 bis T2-61 verwendete Fahrschalterbauart. Abgesehen davon hatte das Fahrzeug fast alle T2-62-Merkmale, die mit der Bauart als Zweirichtungswagen vereinbar waren.
Auf Initiative der Leipziger Verkehrsbetriebe entstand ebenfalls 1963 ein B2-62 mit abweichendem äußeren Erscheinungsbild. Einerseits entfielen – wie später standardmäßig angewendet – die Aluminiumzierleisten. Andererseits wurden die Stoßkanten der einzelnen Tafeln der Außenbeblechung nicht mit vertikalen Leisten abgedeckt, sondern mit Epoxidharz verspachtelt. So ergab sich eine glatte Oberfläche. Weil damit jedoch auch höhere Material- und Fertigungskosten einhergingen, unterblieb eine weitere Anwendung dieser Ausführung.

### Kapazitätsübersicht
Die folgende Tabelle listet die Sitz- und Stehplatzkapazität der Fahrzeuge im Lieferzustand auf. Dabei entspricht ein Stehplatz einer Fläche von 0,15 Quadratmetern bzw. werden 6⅔ Stehplätze pro Quadratmeter angenommen.
| Typ               | Sitzplätze | Stehplätze | Schaffnerplatz |
| ----------------- | ---------- | ---------- | -------------- |
| T2-62             | 22         | 60         | nein           |
| T2-62             | 21         | 57         | ja             |
| T2-62SU           | 21         | 57         | ja             |
| T2-62/65          | 22         | 60         | nein           |
| T2D               | 20         | 62         | nein           |
| T2-62 Gotha 63    | 22         | 65         | nein           |
| B2-62             | 24         | 65         | nein           |
| B2-62 für Leipzig | 20         | 65         | nein           |
| B2-62SU           | 23         | 63         | ja             |
| B2-62/65          | 24         | 66         | nein           |
| B2D               | 20         | 73         | nein           |

## Einsatz

### Deutschland

#### Überblick T2-62 und B2-62
An die Straßenbahnbetriebe der DDR lieferte der VEB Waggonbau Gotha T2-62 und B2-62 in folgender Anzahl:
| System                                 | Spurweite | Baujahr   | Triebwagen | Beiwagen | Bemerkung                                                    |
| -------------------------------------- | --------- | --------- | ---------- | -------- | ------------------------------------------------------------ |
| Straßenbahn Brandenburg an der Havel   | 1000 mm   | 1962      | 1          | 1        |                                                              |
| Straßenbahn Brandenburg an der Havel   | 1000 mm   | 1963      |            | 2        |                                                              |
| Straßenbahn Brandenburg an der Havel   | 1000 mm   | 1964      | 4          | 4        |                                                              |
| Straßenbahn Brandenburg an der Havel   | 1000 mm   | 1966      |            | 2        |                                                              |
| Straßenbahn Brandenburg an der Havel   | 1000 mm   | 1967      |            | 4        |                                                              |
| Straßenbahn Brandenburg an der Havel   | 1000 mm   | 1969      |            | 2        |                                                              |
| Straßenbahn Cottbus                    | 1000 mm   | 1964      | 2          | 2        |                                                              |
| Straßenbahn Cottbus                    | 1000 mm   | 1965      | 2          | 2        |                                                              |
| Straßenbahn Cottbus                    | 1000 mm   | 1966      | 2          | 2        |                                                              |
| Straßenbahn Cottbus                    | 1000 mm   | 1969      |            | 1        |                                                              |
| Straßenbahn Dessau                     | 1435 mm   | 1964      | 3          | 3        |                                                              |
| Straßenbahn Dessau                     | 1435 mm   | 1965      | 2          | 2        |                                                              |
| Straßenbahn Dessau                     | 1435 mm   | 1966      | 2          | 3        |                                                              |
| Straßenbahn Dessau                     | 1435 mm   | 1967      | 1          | 6        |                                                              |
| Straßenbahn Dresden                    | 1450 mm   | 1962      | 4          | 7        | mit Plattformfahrschalter; 1 Triebwagen mit MEGI-Federung    |
| Straßenbahn Dresden                    | 1450 mm   | 1963      |            | 7        |                                                              |
| Straßenbahn Dresden                    | 1450 mm   | 1967      |            | 10       |                                                              |
| Straßenbahn Erfurt                     | 1000 mm   | 1967      |            | 6        |                                                              |
| Straßenbahn Erfurt                     | 1000 mm   | 1969      |            | 3        |                                                              |
| Straßenbahn Frankfurt (Oder)           | 1000 mm   | 1967      |            | 2        |                                                              |
| Straßenbahn Frankfurt (Oder)           | 1000 mm   | 1969      |            | 3        |                                                              |
| Straßenbahn Gera                       | 1000 mm   | 1962      | 3          | 2        |                                                              |
| Straßenbahn Gera                       | 1000 mm   | 1967      |            | 3        |                                                              |
| Straßenbahn Gera                       | 1000 mm   | 1969      |            | 4        |                                                              |
| Straßenbahn Görlitz                    | 1000 mm   | 1964      | 2          | 2        |                                                              |
| Straßenbahn Görlitz                    | 1000 mm   | 1966      | 1          | 1        |                                                              |
| Straßenbahn Görlitz                    | 1000 mm   | 1969      |            | 1        |                                                              |
| Straßenbahn Gotha                      | 1000 mm   | 1963      | 1          |          | Sonderbauform „Gotha 63“ als Zweirichtungswagen              |
| Straßenbahn Gotha                      | 1000 mm   | 1967      |            | 5        |                                                              |
| Straßenbahn Gotha                      | 1000 mm   | 1969      |            | 2        |                                                              |
| Straßenbahn Halberstadt                | 1000 mm   | 1969      |            | 1        |                                                              |
| Straßenbahn Halle (Saale)              | 1000 mm   | 1962      | 2          | 4        |                                                              |
| Straßenbahn Halle (Saale)              | 1000 mm   | 1963      |            | 5        |                                                              |
| Straßenbahn Halle (Saale)              | 1000 mm   | 1964      | 8          | 8        |                                                              |
| Straßenbahn Halle (Saale)              | 1000 mm   | 1965      | 7          | 13       |                                                              |
| Straßenbahn Halle (Saale)              | 1000 mm   | 1966      | 10         | 20       |                                                              |
| Straßenbahn Halle (Saale)              | 1000 mm   | 1967      |            | 13       |                                                              |
| Straßenbahn Halle (Saale)              | 1000 mm   | 1969      |            | 2        |                                                              |
| Straßenbahn Jena                       | 1000 mm   | 1964      | 3          | 4        |                                                              |
| Straßenbahn Jena                       | 1000 mm   | 1965      | 2          | 4        |                                                              |
| Straßenbahn Jena                       | 1000 mm   | 1969      |            | 7        |                                                              |
| Straßenbahn Karl-Marx-Stadt (Chemnitz) | 1435 mm   | 1964      | 2          | 4        |                                                              |
| Straßenbahn Karl-Marx-Stadt (Chemnitz) | 1435 mm   | 1965      | 8          | 8        |                                                              |
| Straßenbahn Karl-Marx-Stadt (Chemnitz) | 1435 mm   | 1966      | 9          | 18       |                                                              |
| Straßenbahn Karl-Marx-Stadt (Chemnitz) | 1435 mm   | 1967      | 1          | 6        |                                                              |
| Straßenbahn Karl-Marx-Stadt (Chemnitz) | 1435 mm   | 1969      |            | 3        |                                                              |
| Straßenbahn Leipzig                    | 1458 mm   | 1962      |            | 5        |                                                              |
| Straßenbahn Leipzig                    | 1458 mm   | 1963      |            | 19       | 1 Beiwagen mit Epoxidharzverspachtelung und ohne Zierleisten |
| Straßenbahn Leipzig                    | 1458 mm   | 1965      |            | 18       |                                                              |
| Straßenbahn Leipzig                    | 1458 mm   | 1966      |            | 8        |                                                              |
| Straßenbahn Leipzig                    | 1458 mm   | 1967      |            | 24       |                                                              |
| Straßenbahn Leipzig                    | 1458 mm   | 1969      |            | 6        |                                                              |
| Straßenbahn Magdeburg                  | 1435 mm   | 1965      | 2          | 4        |                                                              |
| Straßenbahn Magdeburg                  | 1435 mm   | 1966      | 7          | 14       |                                                              |
| Straßenbahn Magdeburg                  | 1435 mm   | 1969      |            | 7        |                                                              |
| Straßenbahn Plauen                     | 1000 mm   | 1962      | 4          | 4        |                                                              |
| Straßenbahn Plauen                     | 1000 mm   | 1964      | 2          |          |                                                              |
| Straßenbahn Plauen                     | 1000 mm   | 1965      | 2          |          |                                                              |
| Straßenbahn Plauen                     | 1000 mm   | 1966      | 7          | 1        |                                                              |
| Straßenbahn Plauen                     | 1000 mm   | 1967      |            | 7        |                                                              |
| Straßenbahn Plauen                     | 1000 mm   | 1969      |            | 8        |                                                              |
| Straßenbahn Potsdam                    | 1435 mm   | 1967      | 3          | 5        |                                                              |
| Straßenbahn Potsdam                    | 1435 mm   | 1969      |            | 3        |                                                              |
| Straßenbahn Rostock                    | 1435 mm   | 1966      | 1          | 2        |                                                              |
| Straßenbahn Rostock                    | 1435 mm   | 1967      |            | 4        |                                                              |
| Straßenbahn Rostock                    | 1435 mm   | 1969      |            | 1        |                                                              |
| Straßenbahn Schwerin                   | 1435 mm   | 1966      | 1          | 1        |                                                              |
| Straßenbahn Schwerin                   | 1435 mm   | 1967      | 10         | 19       |                                                              |
| Straßenbahn Zwickau                    | 1000 mm   | 1966      |            | 2        |                                                              |
| Straßenbahn Zwickau                    | 1000 mm   | 1967      |            | 3        |                                                              |
| Straßenbahn Zwickau                    | 1000 mm   | 1969      |            | 3        |                                                              |
|                                        |           |           |            |          |                                                              |
|                                        |           | 1962–1969 | 121        | 382      |                                                              |

#### Überblick T2D und B2D
Sowohl den Vorserienwagen als auch die meisten Serienfahrzeuge der Typen T2D und B2D erhielt zunächst die Straßenbahn Halle (Saale), obwohl die Umstellung des dortigen Wagenparks auf Fahrzeuge des Typs T4D bereits absehbar war und andere Betriebe dringenderen Bedarf an Neufahrzeugen hatten. Grund dafür war die Austragung der Arbeiterfestspiele der DDR in Halle im Jahr 1968, zu denen aus politischen Gründen der Wagenpark der Straßenbahn möglichst modern sein sollte. Dazu waren meterspurige T4D nicht rechtzeitig verfügbar. T2D und B2D wurden konkret in folgender Anzahl an die Straßenbahnbetriebe der DDR geliefert:
| System                               | Baujahr   | Triebwagen | Beiwagen | Bemerkung                           |
| ------------------------------------ | --------- | ---------- | -------- | ----------------------------------- |
| Straßenbahn Brandenburg an der Havel | 1967      | 3          |          |                                     |
| Straßenbahn Brandenburg an der Havel | 1968      |            | 2        |                                     |
| Straßenbahn Cottbus                  | 1967      | 12         | 7        |                                     |
| Straßenbahn Cottbus                  | 1968      |            | 4        |                                     |
| Straßenbahn Erfurt                   | 1967      | 4          |          |                                     |
| Straßenbahn Erfurt                   | 1968      | 2          | 2        |                                     |
| Straßenbahn Gera                     | 1967      | 2          |          | ursprünglich für Cottbus vorgesehen |
| Straßenbahn Görlitz                  | 1967      | 3          |          |                                     |
| Straßenbahn Görlitz                  | 1968      |            | 2        |                                     |
| Straßenbahn Gotha                    | 1967      | 2          |          |                                     |
| Straßenbahn Gotha                    | 1968      | 2          |          |                                     |
| Straßenbahn Halle (Saale)            | 1966      | 1          |          | Vorserienfahrzeug                   |
| Straßenbahn Halle (Saale)            | 1967      | 35         | 35       |                                     |
| Straßenbahn Halle (Saale)            | 1968      | 41         | 62       |                                     |
| Straßenbahn Jena                     | 1968      | 2          |          |                                     |
| Straßenbahn Plauen                   | 1967      | 2          |          |                                     |
| Straßenbahn Plauen                   | 1968      |            | 1        |                                     |
| Straßenbahn Zwickau                  | 1967      | 5          |          |                                     |
| Straßenbahn Zwickau                  | 1968      | 1          | 1        |                                     |
|                                      |           |            |          |                                     |
|                                      | 1967–1968 | 117        | 116      |                                     |

### Sowjetunion
T2-62SU und B2-62SU wurden an folgende Straßenbahnbetriebe der Sowjetunion ausgeliefert, jeweils sowohl Trieb- als auch Beiwagen:
| System                              | Spurweite |
| ----------------------------------- | --------- |
| Straßenbahn Dnipropetrowsk (Dnipro) | 1524 mm   |
| Straßenbahn Donezk                  | 1524 mm   |
| Straßenbahn Jaroslawl               | 1524 mm   |
| Straßenbahn Jewpatorija             | 1000 mm   |
| Straßenbahn Kaliningrad             | 1000 mm   |
| Straßenbahn Krywyj Rih              | 1000 mm   |
| Straßenbahn Liepāja                 | 1000 mm   |
| Straßenbahn Lwiw                    | 1000 mm   |
| Straßenbahn Odessa                  | 1524 mm   |
| Straßenbahn Pjatigorsk              | 1000 mm   |
| Straßenbahn Schytomyr               | 1000 mm   |
| Straßenbahn Uljanowsk               | 1524 mm   |
| Straßenbahn Winnyzja                | 1000 mm   |
| Straßenbahn Wolschski               | 1524 mm   |

Über die Stückzahlen gibt es je nach Quelle sehr unterschiedliche Angaben. Bekannt ist jedoch, dass der VEB Waggonbau Gotha ab Spätherbst 1963 für die Straßenbahn in Wolschski eine Serie von 45 Trieb- und 45 Beiwagen baute, die zur Eröffnung dieses Betriebs am 30. Dezember 1963 benötigt wurden.

## Galerie

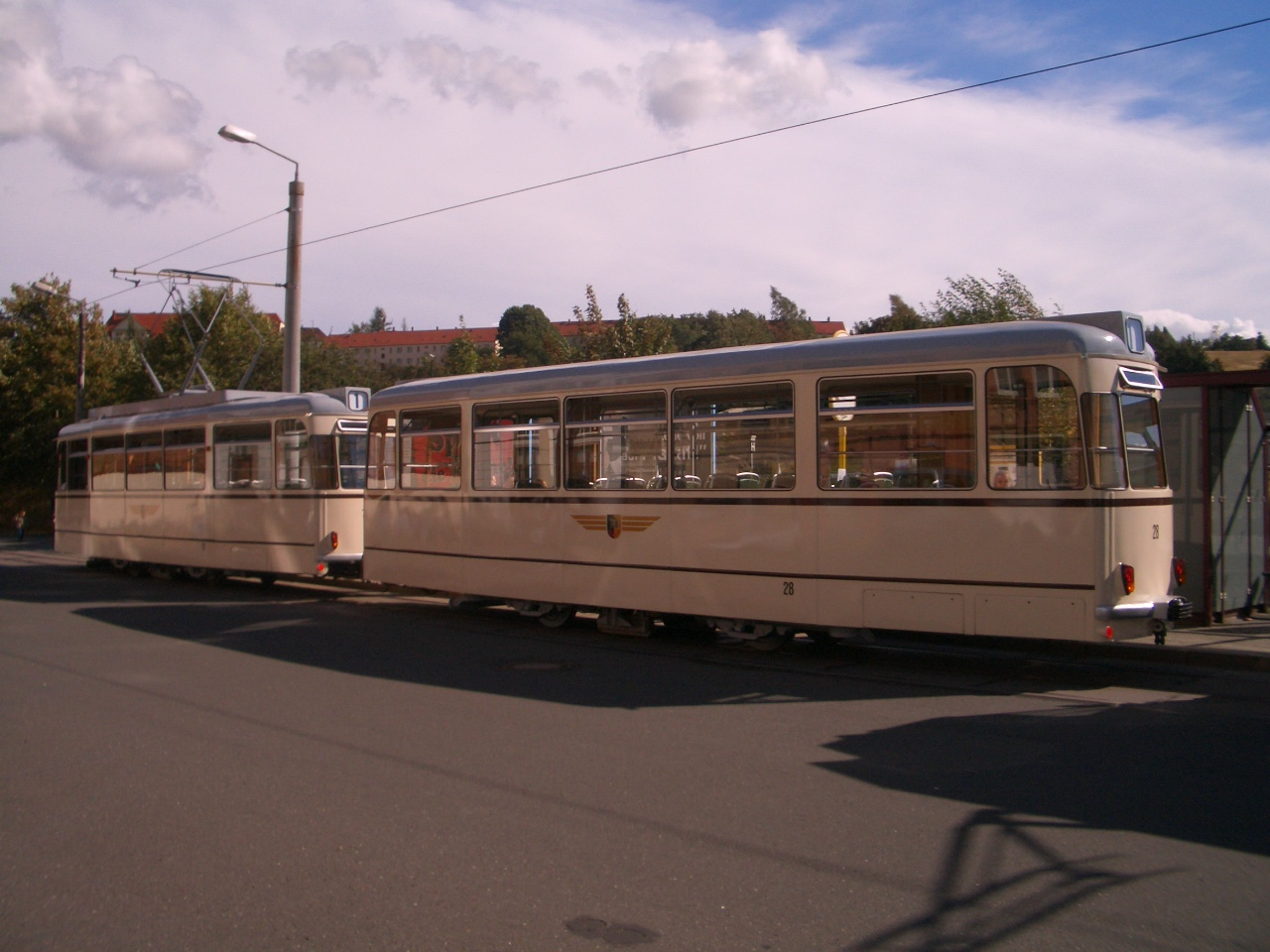
Tw 79 der Straßenbahn Plauen vom Typ T2-62 mit Bw29 vom Typ B2-62
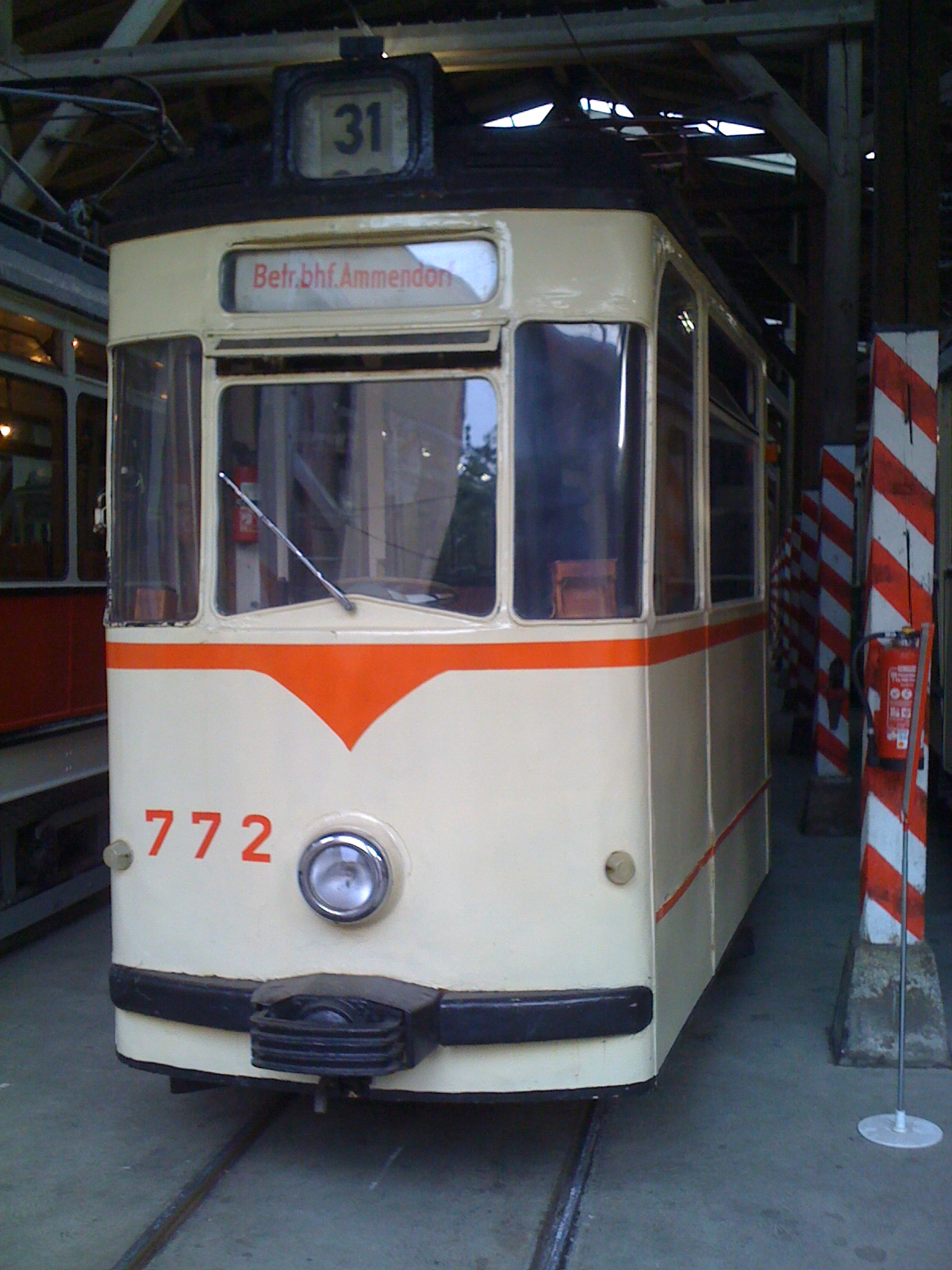
Tw 772 des Straßenbahnmuseums Halle, Baujahr 1967
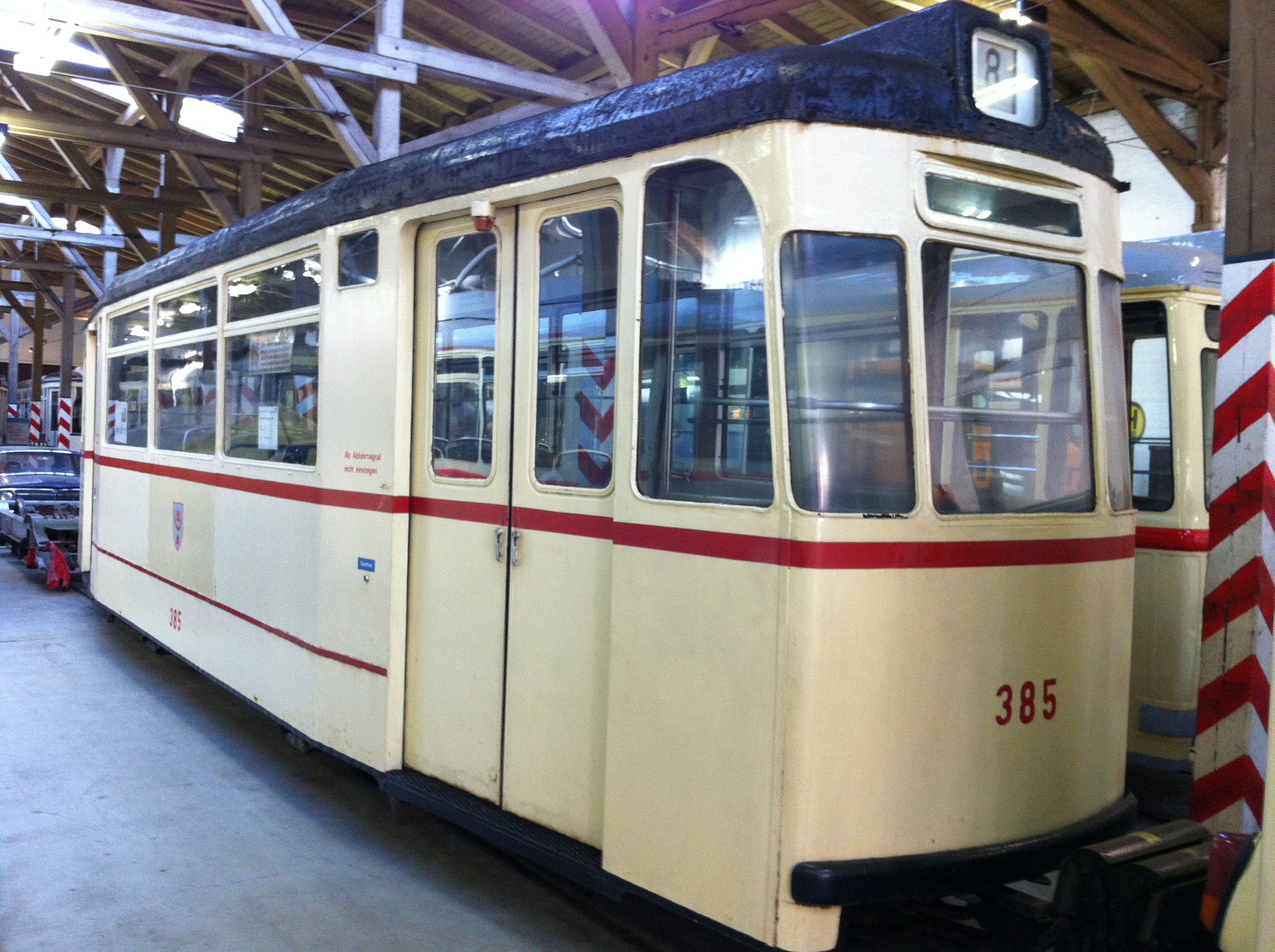
Beiwagen 385 des Straßenbahnmuseums Halle, Baujahr 1965